# 5.11 Tactical
5.11 Tactical — американська марка одягу, що випускає верхній одяг, взуття, уніформу та тактичне спорядження, в першу чергу орієнтована на ринок військових, правоохоронних органів та персоналу громадської безпеки. Компанія базується в Ірвайні, Каліфорнія, а також керує мережею роздрібних магазинів, що  станом на липень 2021 року складається з 82 локацій.

## Історія
5.11 засновано в Модесто, Каліфорнія, як виробник одягу, альпіністом Роял Роббінсом . Зійшовши на вершину в національному парку Йосеміті, Роббінс зазначив, що його штани, не підходять для скелелазіння, і вирішив, що йому потрібно створити щось більш міцне і з кращою функціональністю. Роббінс і його дружина Ліз володіли компанією по виготовленню взуття та одягу Royal Robbins LLC і почали виготовляти спеціальні штани під назвою «5.11» у 1968 році, які мали фірмовий дизайн кишені з ремінцем і косою кишенькою.
Назва «5.11» походить від найвищого рівня складності скелелазіння, зазначеного в Йосемітській десятковій системі, яка була розроблена Роббінсом у 1950-х роках. Хоча жартома кажуть, що на всі вершини зі складність "неможливо" все ж хтось забирається.
Роббінс продав 51% акцій своєї компанії Дену Кості в  1999 році, який після аналізу та переорганізації компанії помітив, що штани 5.11 стають популярними в Академії ФБР у Куантіко, штат Вірджинія. Коста купив всю компанію в 2002 році і в кінцевому підсумку продав Royal Robbins Clothing назад Роббінсу в 2003 році, але зберіг бренд 5.11 і створив абсолютно нову компанію під назвою 511 Inc. або 5.11 Tactical. У партнерстві з ФБР Ден Коста та його партнер Франсіско Моралес почали створювати додатковий тактичний одяг та вдосконалювати наявну лінійку продуктів.
У 2006 році 5.11 Tactical зайняла 211 місце в списку 500 компаній, що стрімко розвиваються, США за версією журналу Inc. У 2007 році TA Associates, бостонська приватна інвестиційна компанія, купила контрольний пакет акцій 5.11 Tactical за 305 мільйонів доларів.
У 2012 році компанія 5.11 Tactical придбала бренд верхнього одягу в Сіетлі Beyond Clothing LLC  на суму, що не розголошується. Першоквітневий жарт того ж року призвів до виробництва сучасного кілту Tactical Duty. Також у 2012 році компанія оголосила, що переносить роботу розробників в Ірвін, Каліфорнія, залишивши деякі майстерні в Модесто.
У 2014 році компанія розширилася до роздрібної торгівлі та відкрила магазини в Ріверсайді та Лас-Вегасі, а наступні два роки — в Каліфорнії, Колорадо, Техасі, Флориді, Юті та Австралії.
У 2016 році компанію придбала Compass Diversified Holdings за 401 мільйон доларів США.

## Роздрібні магазини
Станом на вересень 2020 року 5.11 Tactical керує мережею з 82 роздрібних магазинів у 27 штатах Сполучених Штатів, а також закордонними філіями в Німеччині, Австралії, материковому Китаї, Тайвані, Індонезії, Ірландії, Японії та Філіппінах. Крім того, флагманський магазин був відкритий у Фінляндії в серпні 2020 року. У 2021 році вони продовжили свій оголошений план відкриття нових магазинів із кількома локаціями, які розробляються.

## У масовій культурі
5.11 Tactical виробляє одяг, рукавички, черевики, кобури, ножі, ліхтарики, стропи та рюкзаки для використання в правоохоронних органах, але користується популярністю серед цивільних стрільців і приватних військових підрядників . 
Дженніфер Гарнер та інші актори у фільмі «Королівство» 2007 року носили годинники 5.11.
Продукти 5.11 представлені в різних відеоіграх Ubisoft, включаючи Tom Clancy's Ghost Recon Wildlands, Far Cry 5, Tom Clancy's The Division 2 і Tom Clancy's Ghost Recon Breakpoint.
В шостому епізоді другого сезону телесеріалу «Баррі» від  HBO Монро Фучес носить рюкзак 5.11.